# Telémaco

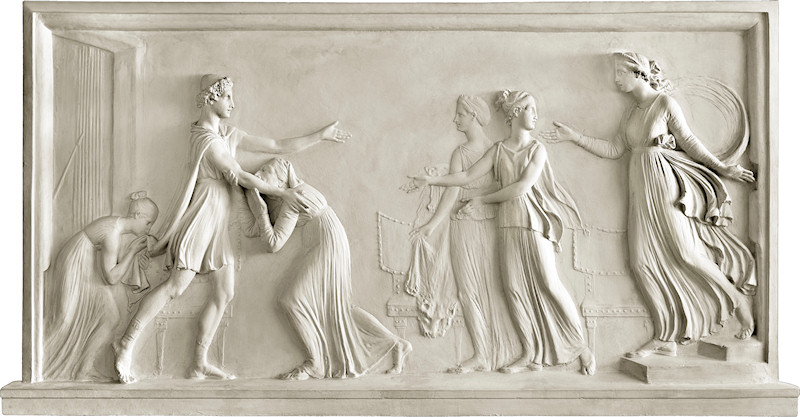
Antonio Canova: Regreso de Telémaco a Ítaca y encuentro con Penélope (Ritorno di Telemaco a Itaca e incontro con Penelope, 1787 - 1790).

En la mitología griega, Telémaco (en griego antiguo Τηλέμαχος Têlémakhos, traducido como "distante combatiente" , sugiriendo que es un arquero) es el hijo de Odiseo y de Penélope, y un personaje de la Odisea.

## En busca de Odiseo
Telémaco era todavía un niño cuando su padre marchó a la guerra de Troya, y en sus casi veinte años de ausencia creció hasta hacerse adulto. Después de que los dioses en asamblea hubieran decidido que Odiseo debía volver a casa desde la isla de Ogigia, Atenea, adoptando la apariencia de Mentes, rey de los tafios, fue a Ítaca y aconsejó a Telémaco que expulsase de su casa a los molestos pretendientes de su madre y se dirigiese a Pilos y a Esparta con el fin de recabar información sobre su padre.
Telémaco siguió el consejo, pero los pretendientes se negaron a abandonar su hogar, y Atenea, aún con la forma de Méntor, lo acompañó a Pilos. Allí fueron recibidos hospitalariamente por Néstor. Su hijo Pisístrato durmió junto a él, mientras Méntor lo hizo en el barco con la tripulación. Al día siguiente, una hija de Néstor, Policasta, bañó a Telémaco. Luego Pisístrato lo guio a Esparta. También Menelao lo recibió amablemente, y le comunicó la profecía de Proteo sobre Odiseo: que estaba siendo retenido contra su voluntad por la ninfa Calipso, quien lo amaba.

## Regreso de Telémaco
Telémaco regresó a Ítaca, y una vez allí encontró a su padre con su fiel porquerizo Eumeo. Sin embargo, Atenea había transformado a Odiseo en mendigo, así que Telémaco no reconoció a su padre, sino más tarde, al revelarle este su identidad. Padre e hijo acordaron entonces castigar a los pretendientes; y cuando acabaron con ellos o los dispersaron, Telémaco acompañó a su padre a ver a su anciano abuelo Laertes.
En las tradiciones posteriores a Homero, se recoge que, cuando Odiseo fingía imbecilidad, para no ir a la guerra de Troya, Palamedes puso al pequeño Telémaco ante el arado con el que se afanaba Odiseo en surcar la playa y sembrar sal. Odiseo interrumpió su tarea para no matar al chiquillo y de este modo se descubrió el engaño.

## Descendencia
No hay una tradición unánime sobre la descendencia de Telémaco. Hesíodo dice que, unido a Policasta de hermosa cintura, la hija menor de Néstor, Telémaco engendró a Perséptolis. Otros alegan que Telémaco (entre varias opciones) fue el padre legendario del poeta Homero, pero no se ponen de acuerdo sobre la madre, citada indistintamente como Metis, Creteida, Temista, Hirneto, una itacense vendida por fenicios, Calíope la musa o Policasta la de Néstor. También los hay quienes dicen que al hijo de Telémaco, habido de Nausícaa, Odiseo le puso el nombre Ptoliporto. Fuentes tardías, en cambio, dicen que Ptoliportes es el nombre de otro hijo concebido por Odiseo y Penélope.Otros dicen que Telémaco se casó con Hermes, por las palabras que recibió por parte de Atenea en una de las versiones de la Telemaquia. Homero no especificó su descendencia, por lo que no hay una tradición específica
Otros cuentan que Telémaco fue inducido por Atenea a casarse con Circe, y que con ella fue padre de Latino. O que se casó con Casífone, una hija de esta, pero en una disputa con su suegra la mató, por lo que a su vez Casífone lo mató a él. Una versión afirma que Odiseo, debido a que una profecía advertía de que su hijo era peligroso para él, lo desterró de Ítaca. Servio hace a Telémaco el fundador de la ciudad de Clusium en Etruria.